# Pajkan Teheran (piłka nożna)
Paykan Football Club (pers. بباشگاه فوتبال پيکان) – irański klub piłkarski, grający w Iran Pro League, mający siedzibę w mieście Teheran.

## Sukcesy
- Azadegan League
  - mistrzostwo (2): 2011/2012, 2015/2016
  - wicemistrzostwo (2): 2005/2006, 2013/2014

## Stadion
Domowe mecze klub rozgrywa na stadionie o nazwie Stadion Shahr-e Qods, leżącym w mieście Teheran. Stadion może pomieścić 25000 widzów.